# Phaedinus lanio
Phaedinus lanio là một loài bọ cánh cứng trong họ Cerambycidae.